# Michael J. Karels
Michael J. Karels (2 de agosto de 1956 - Otawa, 2 de junio de 2024) fue un ingeniero de software estadounidense y una de las figuras clave en la historia de BSD UNIX.

## Biografía
Karels se graduó de la Universidad de Notre Dame con un título en microbiología y obtuvo un título de posgrado en la Universidad de California, Berkeley.
En 1993, la Asociación USENIX otorgó un Premio a la Trayectoria (Flame) al Grupo de Investigación de Sistemas Informáticos de la Universidad de California, Berkeley, en honor a 180 individuos, incluido Karels, que contribuyeron al lanzamiento de 4.4BSD-Lite del CSRG. Su rostro aparece en el 7 de Espadas en la Baraja de Cartas de Juego USENIX 1994.
En febrero de 1992, Karels se trasladó a BSDi (Berkeley Software Design) y diseñó BSD/OS, que durante años fue el único Unix de estilo BSD disponible comercialmente en la plataforma Intel. Los activos de software de BSDi fueron adquiridos por Wind River en abril de 2001, y Karels se unió a Wind River como Tecnólogo Principal para la plataforma BSD/OS.
Después de su tiempo en Wind River, Karels se unió a Secure Computing Corporation en 2003 como Ingeniero Principal Senior. Secure Computing utilizó BSD/OS como base para SecureOS, el sistema operativo de su firewall Sidewinder, más tarde conocido como McAfee Firewall Enterprise. Sin embargo, el desarrollo de BSD/OS había cesado, por lo que Karels participó en la transición de SecureOS para utilizar FreeBSD como su base y en la portabilidad de sus características únicas al nuevo kernel. Secure Computing y el equipo de firewall Sidewinder pasaron por una serie de adquisiciones y escisiones, incluidas McAfee, Intel y Forcepoint, por lo que Karels aparentemente tuvo varios trabajos diferentes desde ese momento en adelante, aunque permaneció en roles similares desde 2003 hasta su retiro en 2021.
Finalmente, el producto Sidewinder fue descontinuado, aunque Karels incorporó algunos cambios de SecureOS al código base principal de FreeBSD. Karels se convirtió oficialmente en colaborador de FreeBSD en 2017. Continuó trabajando en FreeBSD en su tiempo libre después de su retiro.
Karels falleció en Ottawa el 2 de junio de 2024, a la edad de 67 años.